# ギュンタースレーベン
ギュンタースレーベン (ドイツ語: Güntersleben) はドイツ連邦共和国バイエルン州ウンターフランケン地方のヴュルツブルク郡の町村（以下、本項では便宜上「町」と記述する）である。

## 地理
ギュンタースレーベンはヴュルツブルク地方に位置する。

### 自治体の構成
この町は、公式にはギュタースレーベン集落単独で構成される。

## 歴史
この町は1113年に初めて文献上に記録されている。1510年に大火災に見舞われ、1611年には141人の犠牲者を出すペスト禍に襲われた。ヴュルツブルクのベネディクト会聖シュテファン修道院が1802年までこの町の十分の一税徴税権を有していた。ギュンタースレーベンは1803年にヴュルツブルク司教領の一部としてバイエルン大公領に世俗化された。その後1805年のプレスブルクの和約に基づきトスカーナ大公フェルディナンド3世が創設したヴュルツブルク大公国に移されたが、1814年に最終的にバイエルン王国領となった。

### 人口推移
- 1594年: 530
- 1850年: 1,030
- 1900年: 1,162
- 1939年: 1,495
- 1950年: 1,891
- 1960年: 1,866
- 1970年: 2,296
- 1987年: 3,591
- 2003年: 4,445
- 2006年: 4,386
- 2008年: 4,349

## 行政
ギュンタースレーベンの町長は、2017年からクララ・シェーミヒ (Unabhängige Bürger) が務めている。

### 姉妹都市
現在のところ、姉妹都市協定を結んでいる町はないが、イタリアのボルゴ・ヴァル・ディ・ターロと姉妹都市協定締結に向けて調整中である。

## 経済と社会資本
ギュンタースレーベンには家族経営の小規模なワイン業者が多くあり、ブドウ栽培に携わっている。ワイン農場ゾンマーシュトゥールは近隣で有名な畑であり、毎年優秀な成果をあげている。

### 教育
- イグナティウス・グロップ基礎課程学校: この学校はかつての司祭にちなんで名付けられたもので、1952年に設立された。2005年からは一部の本課程の授業を行っている。

### レクリエーション施設
2007年春に、近郊型保養地の造成が開始された。このプロジェクトは広域自転車道を拡張し、この町を通るようにすることから始まった。この自転車道は、ウンターデュルバッハ（ヴュルツブルクの市区の一つ）経由でヴュルツブルクまで行き、ここでマイン自転車道に接続する。この自転車道近傍に、ビーチバレーコート、ビアガーデン、ミニゴルフ場、クライミング用の登攀壁や遊技場を備えた「デュルバッハパーク」を2007年8月初旬に完成させる計画である。

## 引用
1. ↑  https://www.statistikdaten.bayern.de/genesis/online?operation=result&code=12411-003r&leerzeilen=false&language=de Genesis-Online-Datenbank des Bayerischen Landesamtes für Statistik Tabelle 12411-003r Fortschreibung des Bevölkerungsstandes: Gemeinden, Stichtag (Einwohnerzahlen auf Grundlage des Zensus 2011)
2. ↑  Bayerische Landesbibliothek Online